# Cheese (ソフトウェア)
Cheese（チーズ）は、GNOMEのWebカメラアプリケーションで、UVCストリームを扱うことができる。Google Summer of Code2007 でDaniel G. Siegelによって開発された。GStreamerを用いており、画像とビデオにエフェクトを適用することあできる。また、Flickrへのエクスポートに対応するほか、GNOMEに統合されている。
CheeseはGNOMEのバージョン2.22で公式にGNOMEに加えられた。

## 概観
Webカメラアプリケーションは、簡単に共有できる写真を、Webカメラを使って撮影する手段として出発した。Cheeseは、ビデオに加え写真の撮影ができ、タイマーの使用やバーストモードでの撮影にも対応している。バージョン2.28では、複数のウェブカメラをワンクリックで切り替える機能が搭載れている。また、Cheeseは、写真やビデオを写真共有サイトにアップロードし、共有する組込の機能を持っているほか、様々なエフェクト機能も持ち、写真に適用することができる。